# Abū Muhammad al-Hasan al-Hamdānī
Abou Mohammed al-Hasan ben Ahmed ben la'qoub al-Hamdani, né le 10 mai 893 à Sanaa et mort en 945 ou 947 à Rayda, est un géographe, poète, grammairien, historien, chimiste, physicien et astronome yéménite. Il est l'un des scientifiques de l'âge d'or de l'Islam. 
Sa vie est très peu connue, on sait qu'il compila de l'information astronomique et écrivit des manuscrits poétiques ou sur la grammaire arabe et qu’il a passé du temps en prison. Après avoir été libéré il se rendit à Rayda (ريدة), la ville de sa tribu (en), où il se sentait en sécurité et où il rédigea la plupart de ses livres et y est resté jusqu'à la fin de sa vie.
Sa Géographie de la Péninsule Arabe (Sifat Jazirat ul-Arab) est l'un des textes les plus importants sur la matière, utilisé par A. Sprenger dans Post- und Reiserouten des Orients (Leipzig, 1864) et Alte Geographic Arabiens (Berne, 1875) de D.H. Müller (en) (Leyde, 1884; cf. Sprenger's criticism in Zeitschrift der Deutschen Morgenländischen Gesellschaft, vol. 45, pp. 361-394).
Un livre décrivant les métaux connus à cette époque, y compris leurs propriétés physiques et chimiques ainsi que les procédés de traitement (tels que l'or, l'argent, et de l'acier). 
Il est l'un des premiers scientifiques expérimentaux à avoir fait clairement référence au phénomène de gravité terrestre, en décrivant la pesanteur de la Terre à la manière d'un champ magnétique dans son Livre des deux anciens joyaux et pierres liquides, la jaune et la blanche (Kitāb al-Jawharatayn al-‘atīqatayn al-mā’i‘atayn min al-ṣafrā’ wa-al-bayḍā’ (ar)),,. 
Une autre grande publication Iklil (Diadème), établissait les généalogies des himyarites. Plusieurs livres contiennent une partie de ses textes comme Die Burgen und Schlösser Südarabiens (Vienne, 1879-1881) de Müller ou Die grammatischen Schulen der Araber de G Flügel (Leipzig, 1862), pp. 220-221.